# The Incredible Hulk
The Incredible Hulk er en amerikansk superheltefilm fra 2008 baseret på Marvelfiguren Hulk. Filmen er instrueret af Louis Leterrier og har Edward Norton i hovedrollen som Dr. Bruce Banner/Hulk.

## Medvirkende
- Edward Norton som Bruce Banner / Hulk
  - Lou Ferrigno som Hulk (stemme)
- Liv Tyler som Betty Ross
- William Hurt som General Thunderbolt Ross
- Lou Ferrigno som Hulk (stemme)
- Tim Roth som Emil Blonsky
- Ty Burrell som Doc Samson
- Tim Blake Nelson som Samuel Sterns

## Ekstern henvisning
- The Incredible Hulk på Internet Movie Database (engelsk)
- The Incredible Hulk på Filmdatabasen
- The Incredible Hulk på Scope
- The Incredible Hulk i Svensk Filmdatabas (svensk)
- The Incredible Hulk på AlloCiné (fransk)
- The Incredible Hulk på MovieMeter (nederlandsk)
- The Incredible Hulk på AllMovie (engelsk)
- The Incredible Hulk hos American Film Institute (engelsk)
- The Incredible Hulk på Turner Classic Movies (engelsk)
- The Incredible Hulk på The Movie Database (engelsk)